# Owen Thiele
Owen Thiele, född 4 november 1996 i Houston, är en amerikansk skådespelare.
Thiele har bland annat medverkat i Tv-serien Dollface från 2022. Han har även medverkat i filmerna Zoey 102 från 2023 och Theater Camp från 2023.

## Filmografi (i urval)
- 2022 – Dollface (TV-serie)
- 2023 – Zoey 102
- 2023 – Theater Camp
- 2025 - Overcompensating
- 2025 - Adults